# Canatán
Canatán är en ort i Mexiko.   Den ligger i kommunen Santiago Papasquiaro och delstaten Durango, i den centrala delen av landet, 900 km nordväst om huvudstaden Mexico City. Canatán ligger 1 817 meter över havet och antalet invånare är 126.
Terrängen runt Canatán är varierad. Canatán ligger nere i en dal. Runt Canatán är det glesbefolkat, med 9 invånare per kvadratkilometer. Närmaste större samhälle är San Miguel de Papasquiaro, 1,1 km söder om Canatán. Trakten runt Canatán består i huvudsak av gräsmarker.